# Orden der runden Tafel
Der Orden der runden Tafel war ein französischer Orden. Er  wurde 1487 von den Bürgern von Berry gestiftet. Die Annahme, dass König Artus um das Jahr 51 diesen Orden stiftete, ist wohl eine Legende.
Das Ordenszeichen war eine Schnur von 50 schwarzen und vergoldeten Korallen (Pater noster), die an einem grünen seidenen Faden gereiht waren.  Das goldene Bildnis der aus den Wolken hervortretenden Mutter Gottes hing an diesem Faden.
Ein Schild aus Blech trug den Namen des Ritters und war an dem Faden ebenfalls befestigt.